# Joaquim I Nestor, Príncipe-Eleitor de Brandemburgo
Joaquim I Nestor (21 de fevereiro de 1484 – 11 de julho de 1535) foi um príncipe-eleitor da Marca de Brandemburgo (1499–1535), e quinto membro da Casa de Hohenzollern.  A sua alcunha foi inspirada por Nestor da mitologia grega.

## Biografia
Filho mais velho de João Cícero, príncipe-eleitor de Brandemburgo, Joaquim recebeu uma educação excelente sob a supervisão de Dietrich von Bülow, bispo de Lebus e chanceler da Universidade de Frankfurt. Tornou-se príncipe-eleitor de Brandemburgo após a morte do pai em janeiro de 1499 e, pouco depois, casou-se com a princesa Isabel da Dinamarca, filha do rei João I da Dinamarca, de quem teve cinco filhos.
Joaquim envolveu-se em algumas das complicações políticas dos reinos da Escandinávia, mas os primeiros anos do seu reinado foram passados principalmente na administração do seu território, no qual conseguiu recuperar alguma ordem através de medidas rigorosas. Também melhorou a administração da justiça, ajudou no desenvolvimento do comércio e sentia compaixão pelas necessidades das suas terras. Quando se aproximava a eleição imperial de 1519, os defensores do rei Francisco I de França, e do rei Carlos I de Espanha solicitaram insistentemente o seu voto. Depois de ter negociado com ambos os pretendentes e de ter recebido grandes promessas de ambos, o príncipe-eleitor deu sinais de que tinha esperança de ser ele próprio nomeado imperador, mas, quando chegaram as eleições, Joaquim virou-se para o lado vencedor e acabou por votar em Carlos. Apesar disso, a relação entre os dois nunca foi boa e, ao longo dos anos que se seguiram, Joaquim manteve conversas com os inimigos de Carlos.

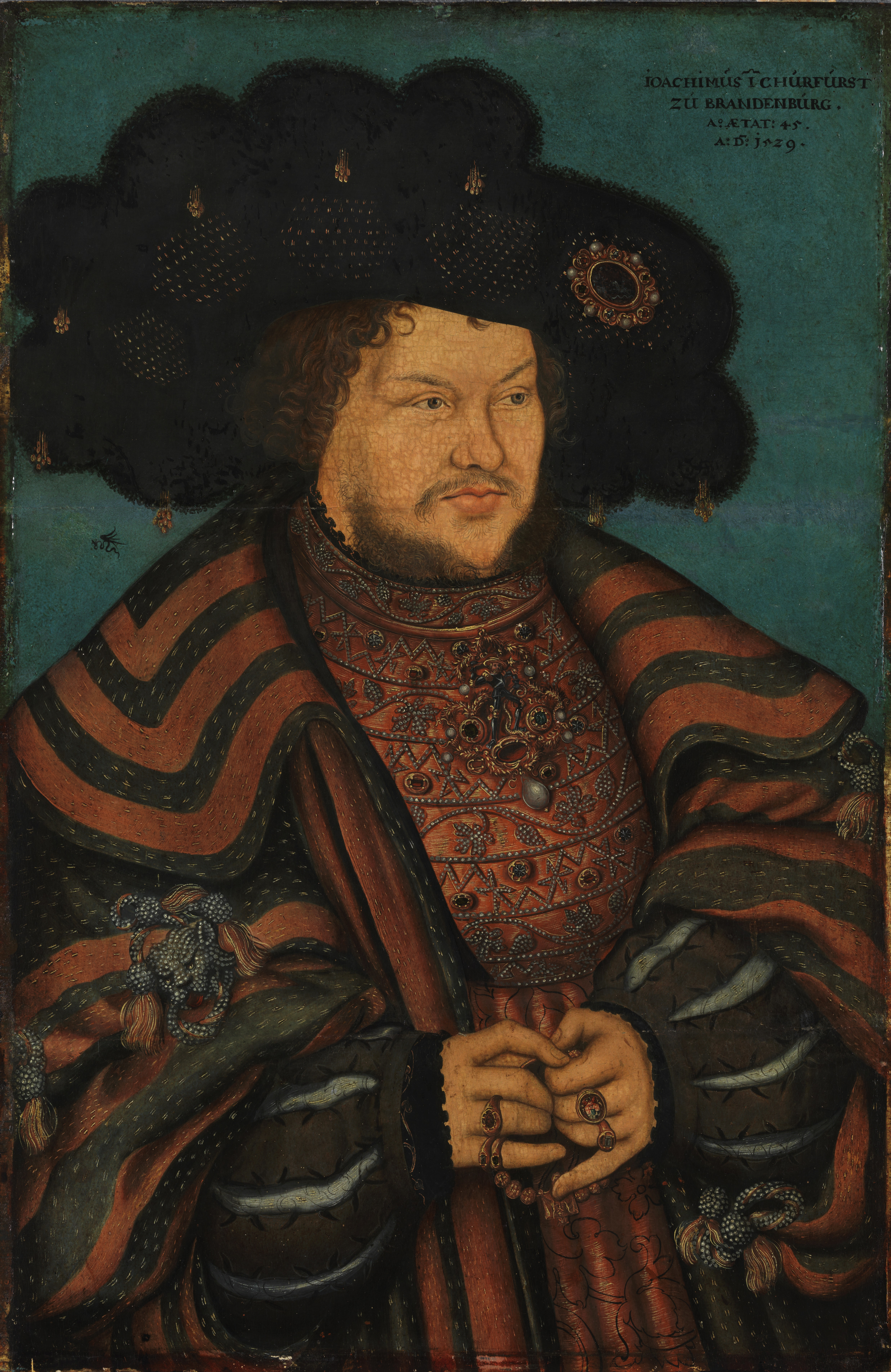
Joaquim Nestor
Por Lucas Cranach

Durante a luta política dos Hohenzollern, Joaquim Nestor e o seu irmãoAlberto de Mainz, conseguiram ficar com as sés de Magdeburg e, mais tarde de Halberstadt, sendo que estes eram ambos territórios considerados principados episcopais e incorporavam territórios principescos. Uma vez que as sés de principados-bispados tinham grande influência, havia candidatos de altas camadas da sociedade a concorrer para a sua governação. A candidatura a esse posto podia transformar-se rapidamente numa competição de subornos, na qual nenhum dos candidatos sabia ao certo quanto é que os seus adversários estavam a pagar para conseguir o posto. Quando os valores envolvidos excediam as possibilidades dos candidatos, estes eram normalmente pagos por credores. Posteriormente, quando o candidato conseguia o seu posto, tinha de pagar o que devia e, normalmente fazia-o através da cobrança de impostos aos seus súbditos e párocos. Quando, em 1514, o príncipe Alberto conseguiu obter o influente Principado Episcopal de Mainz a posição dos Hohenzollorn melhorou consideravelmente, passando a família a controlar dois dos sete votos eleitorais necessários nas eleições imperiais assim como várias dioceses submissas a esse território e ainda o valor dos impostos cobrado no mesmo.
Segundo o direito canónico, Alberto era ainda demasiado novo para ocupar a posição para a qual tinha sido eleito e, uma vez que não queria abrir mão da outra sé que ocupava, a de Magdeburg (o direito canónico também proibia a acumulação de sés), os Hohenzollern tiveram de subornar a Santa Sé com valores ainda mais elevados. Esta decisão fez com a família esgotasse as suas reservas financeiras e levou-os a contrair dívidas junto da família Fugger.
Para ajudar a recuperar os grandes gastos que a família tinha tido para ajudar a candidatura de Alberto, os mediadores estipularam juntamente com a Santa Sé que o papa Leão X iria dar permissão a Alberto para vender indulgências aos crentes das suas arquidioceses e sufragâneas. O lucro das vendas tinha de cobrir a amortização e juros das dívidas; uma parte para entregar à Santa Sé por permitir a exploração dos crentes; o gasto que os próprios Hohenzollern tiveram e os custos relativos às vendas.
O vizinho Eleitorado da Saxónia também se candidatou à Sé de Mainz, mas não conseguiu o lugar. O príncipe-eleitor, Frederico, o Sábio também tinha contraído dívidas na tentativa de conseguir o lugar, mas, como falhou, não lhe foi concedido o privilégio de vender indulgências no seu eleitorado. Frustrado com esta decisão, o príncipe-eleitor proibiu a venda de indulgências no seu território e permitiu que Martinho Lutero fizesse propaganda negativa contra elas.
Por outro lado, Joaquim Nestor tornou-se um católico fervoroso que precisava da venda de indulgências e da intimidação dos crentes para recuperar dos gastos que tinha sofrido. O seu irmão, o arcebispo Alberto, foi a principal figura que Lutero atacou inicialmente. Pressionou o sacro-imperador para colocar a Dieta de Worms em vigor e, durante outras dietas, sempre se mostrou contra os reformadores.
Defensor do conhecimento, Joaquim criou a Universidade Viadrina de Frankfurt (Oder) em 1506. Promoveu Georg von Blumenthal, o "Pilar do Catolicismo", a chanceler da Universidade de Frankfurt, bispo de Lebus e conselheiro privado. Foi um dos participantes na reunião de Dessau que se realizou em Julho de 1525 e era membro da liga estabelecida em Halle em Novembro de 1533. No entanto, a sua esposa, seguindo o exemplo do seu irmão, o rei Cristiano da Dinamarca, e contra a vontade do marido, converteu-se ao luteranismo e, em 1528, fugiu para a Saxónia. Nos últimos anos da sua vida, assistiu à humilhação de ver vários membros da sua família converterem-se à nova religião.  Morreu em Stendal em 1535.

## Descendência
Do seu casamento com a princesa Isabel da Dinamarca, Princesa-Eleitora de Brandemburgo, teve os seguintes filhos:
1. Joaquim II Heitor, Príncipe-Eleitor de Brandemburgo (13 de janeiro de 1505 – 3 de janeiro de 1571), príncipe-eleitor entre 1535 e 1571. Casou-se primeiro com a princesa Madalena da Saxónia; com descendência. Casou-se depois com a princesa Hedvig da Polónia; com descendência.
2. Ana de Brandemburgo (1 de janeiro de 1507 - 19 de junho de 1567), casada com o duque Alberto VII de Mecklemburgo; com descendência.
3. Isabel de Brandemburgo (24 de agosto de 1510 – 25 de Maio de 1558), casou-se primeiro com o duque Eurico I de Brunswick-Lüneburg; com descendência. Casou-se depois com Poppo XII de Henneberg; sem descendência.
4. Margarida de Brandemburgo (1511 - 3 de novembro de 1577), casou-se primeiro com o duque Jorge I da Pomerânia; com descendência. Casou-se depois com o príncipe João V de Anhalt-Zerbst; com descendência.
5. João, Marquês de Brandemburgo-Küstrin (3 de agosto de 1513 – 13 de janeiro de 1571), marquês de Brandemburgo-Küstrin entre 1535 e 1571. Casado com a princesa Catarina de Brunswick-Wolfenbüttel; com descendência.

## Genealogia
| Joaquim I Nestor, Príncipe-Eleitor de Brandemburgo | Pai: João Cícero, Príncipe-Eleitor de Brandemburgo | Avô paterno: Alberto III Aquiles                | Bisavô paterno: Frederico I, Príncipe-Eleitor de Brandemburgo        |
| Joaquim I Nestor, Príncipe-Eleitor de Brandemburgo | Pai: João Cícero, Príncipe-Eleitor de Brandemburgo | Avô paterno: Alberto III Aquiles                | Bisavó paterna: Isabel da Baviera, Princesa-Eleitora de Brandemburgo |
| Joaquim I Nestor, Príncipe-Eleitor de Brandemburgo | Pai: João Cícero, Príncipe-Eleitor de Brandemburgo | Avó paterna: Margarida de Baden                 | Bisavô paterno: Jacob, Marquês de Baden-Baden                        |
| Joaquim I Nestor, Príncipe-Eleitor de Brandemburgo | Pai: João Cícero, Príncipe-Eleitor de Brandemburgo | Avó paterna: Margarida de Baden                 | Bisavó paterna: Catarina de Lorena                                   |
| Joaquim I Nestor, Príncipe-Eleitor de Brandemburgo | Mãe: Margarida da Turíngia                         | Avô materno: Guilherme III, Marquês da Turíngia | Bisavô materno: Frederico I de Wettin                                |
| Joaquim I Nestor, Príncipe-Eleitor de Brandemburgo | Mãe: Margarida da Turíngia                         | Avô materno: Guilherme III, Marquês da Turíngia | Bisavó materna: Catarina de Brunswick-Lüneburg                       |
| Joaquim I Nestor, Príncipe-Eleitor de Brandemburgo | Mãe: Margarida da Turíngia                         | Avó materna: Ana de Áustria                     | Bisavô materno: Alberto II da Germânia                               |
| Joaquim I Nestor, Príncipe-Eleitor de Brandemburgo | Mãe: Margarida da Turíngia                         | Avó materna: Ana de Áustria                     | Bisavó materna: Isabel do Luxemburgo                                 |